# Royal Clipper
Royal Clipper es un velero de mástiles altos de cinco mástiles con casco de acero que se utiliza como crucero. Fue rediseñado por Robert McFarlane de McFarlane ShipDesign, para Star Clippers Ltd. de Suecia, el mismo diseñador detrás de los dos primeros barcos de la compañía de cruceros. Este tercero se construyó utilizando un casco de acero existente diseñado por Zygmunt Choreń que fue modificado por el astillero de Gdańsk, donde se añadieron 24 metros a su longitud final.

## Historia
Construido originalmente por las autoridades comunistas polacas como «Gwarek», estaba destinado a ser una casa de vacaciones flotante para mineros. La vendieron por problemas económicos. El astillero Merwede completó el interior del barco en julio de 2000, mientras visitaba el Pool de Londres, para su prelanzamiento a la industria de viajes. Las renovaciones incluyeron frescos murales de Rainer Maria Latzke que completaron el interior mediterráneo del barco. Su diseño se basó en el Preussen, un famoso velero alemán de cinco mástiles Flying P-Liner construido en 1902.
Star Clippers afirma que es el «verdadero velero» más grande construido desde el Preussen. Figura en el Libro Guinnes de los récords como el barco de vela cuadrada más grande en servicio, con 5202 metros cuadrados de vela. Sus velas se pueden manejar con una tripulación pequeña de veinte tripulantes usando controles motorizados.
Royal Clipper navega por el Mediterráneo durante el verano. Durante el invierno ofrece viajes al Caribe a través de la parte sur del área de las Antillas Menores. Debido a su tamaño, puede visitar puertos más pequeños a los que los cruceros (motorizados) más grandes no pueden llegar. Los cruces transatlánticos están disponibles entre temporadas.

## Galería

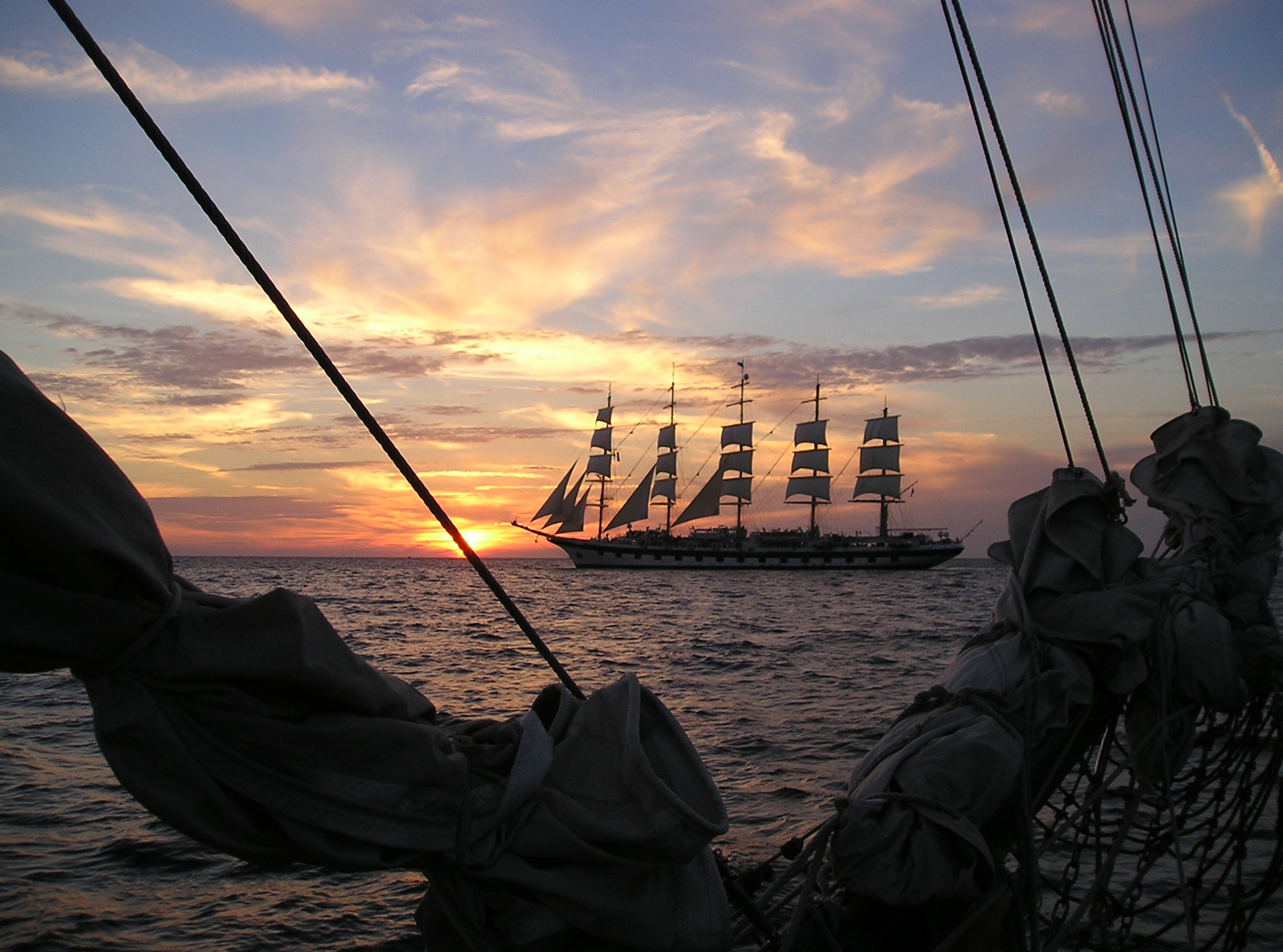
Royal Clipper recortado contra la puesta de sol.
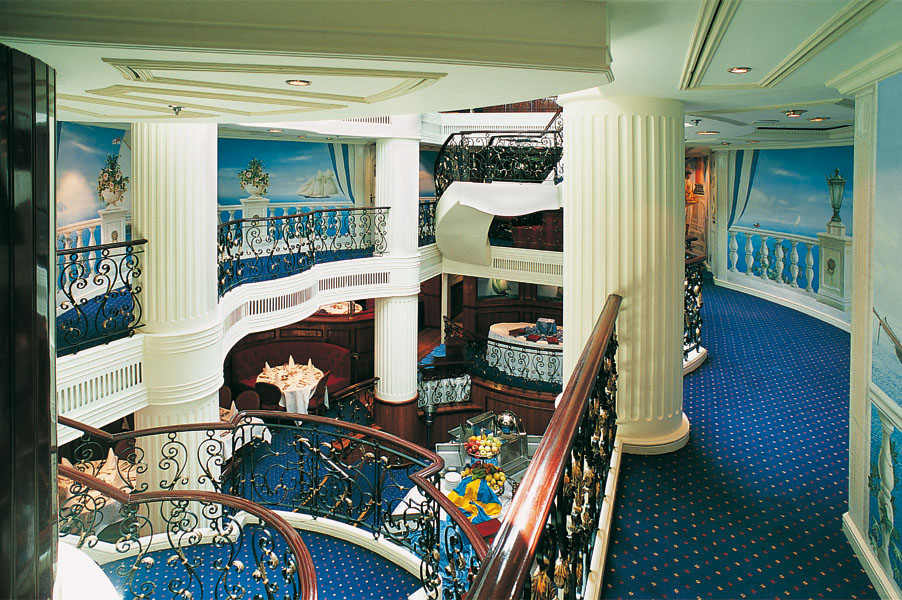
Vestíbulo de Royal Clipper con murales de Rainer Maria Latzke.
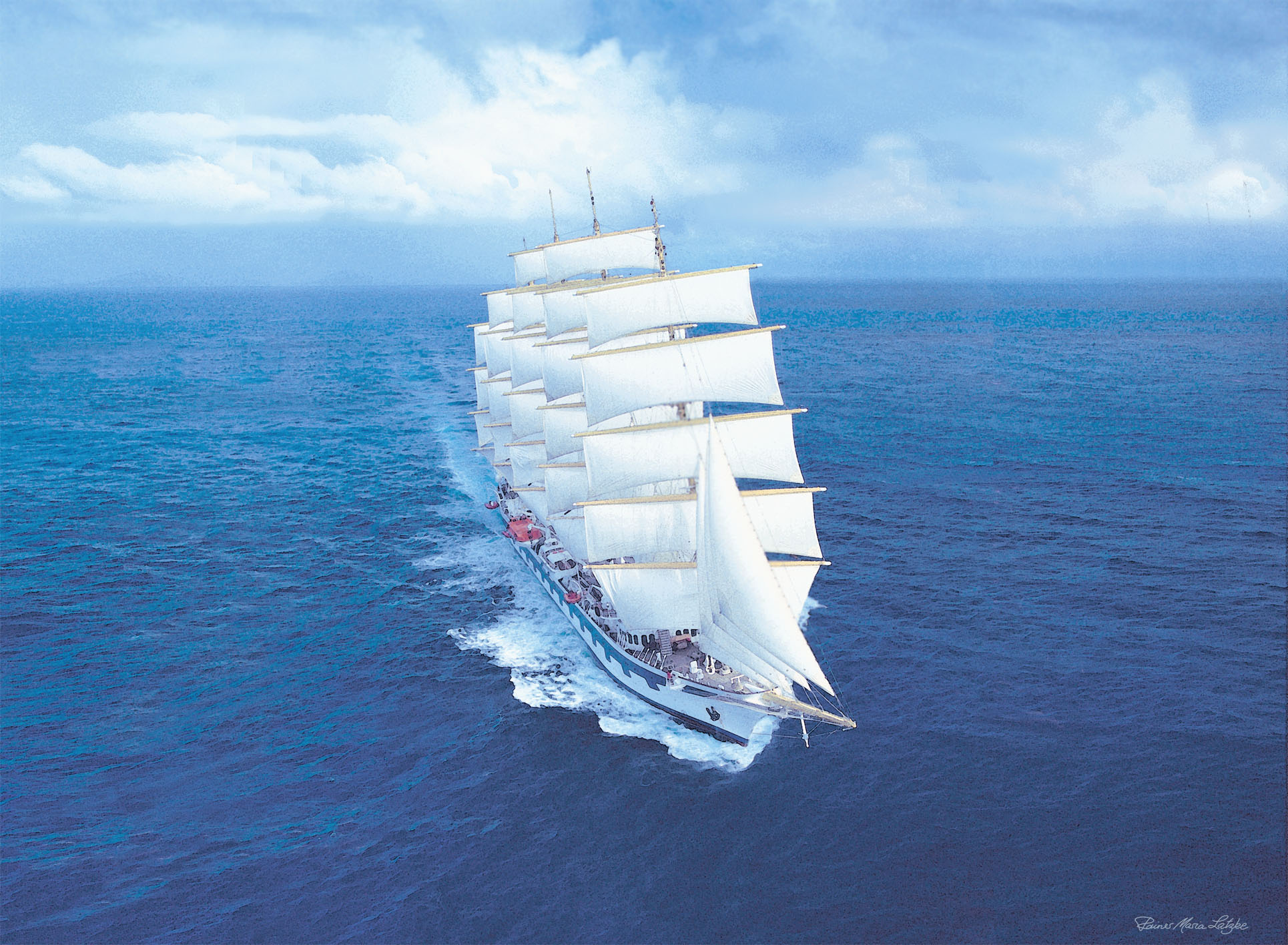
Royal Clipper (pintura de Rainer Maria Latzke).
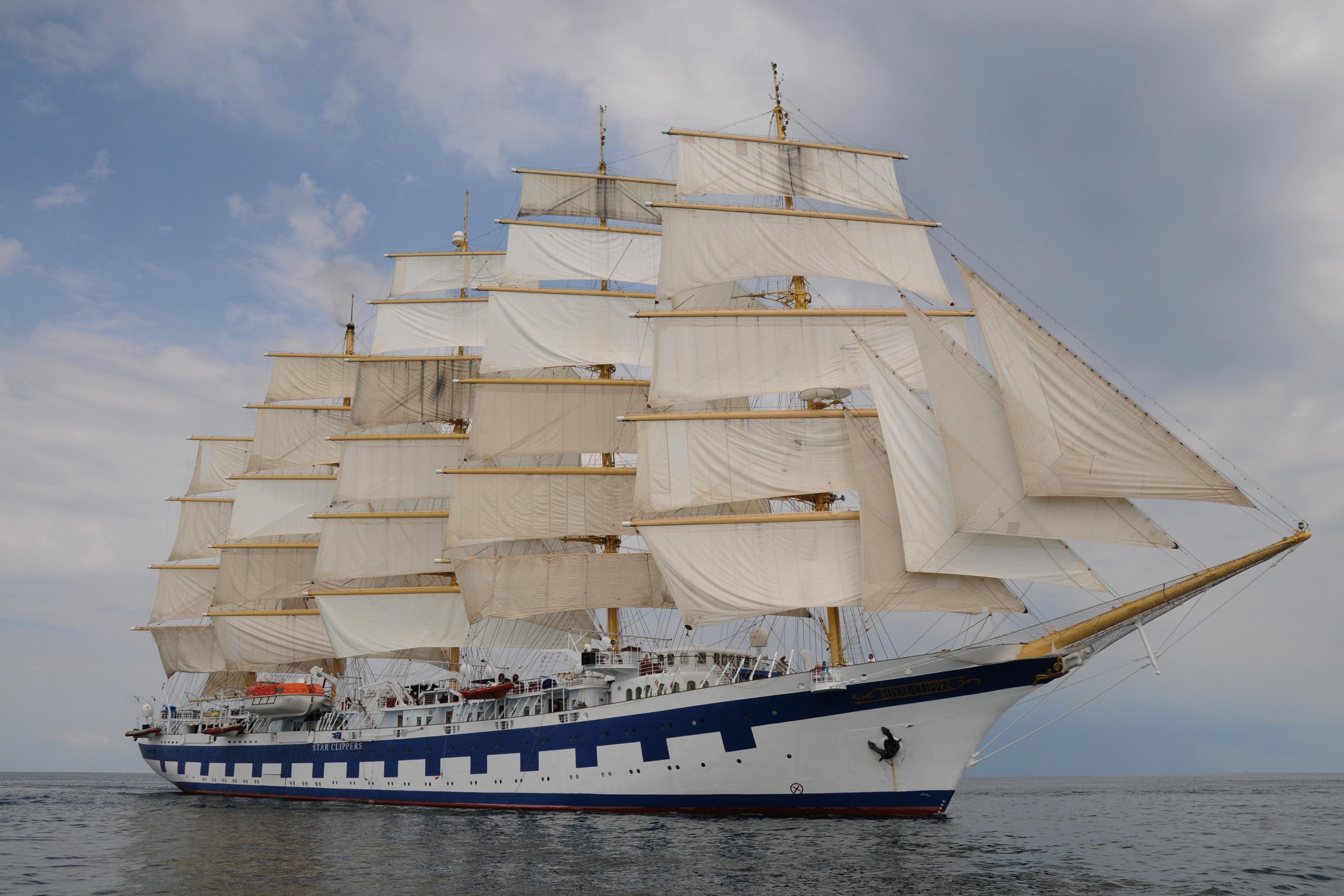
Royal Clipper
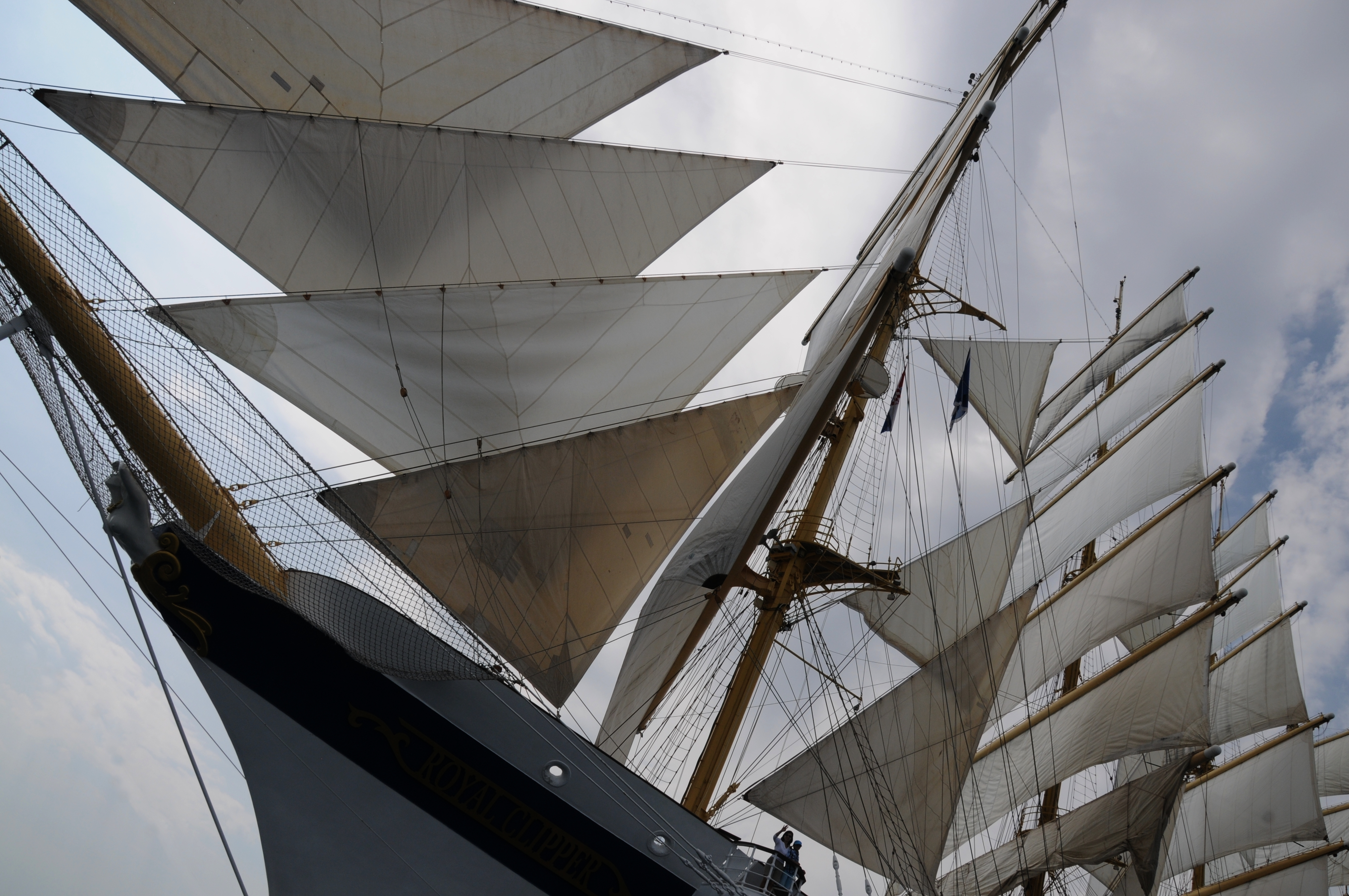
Arco del Royal Clipper
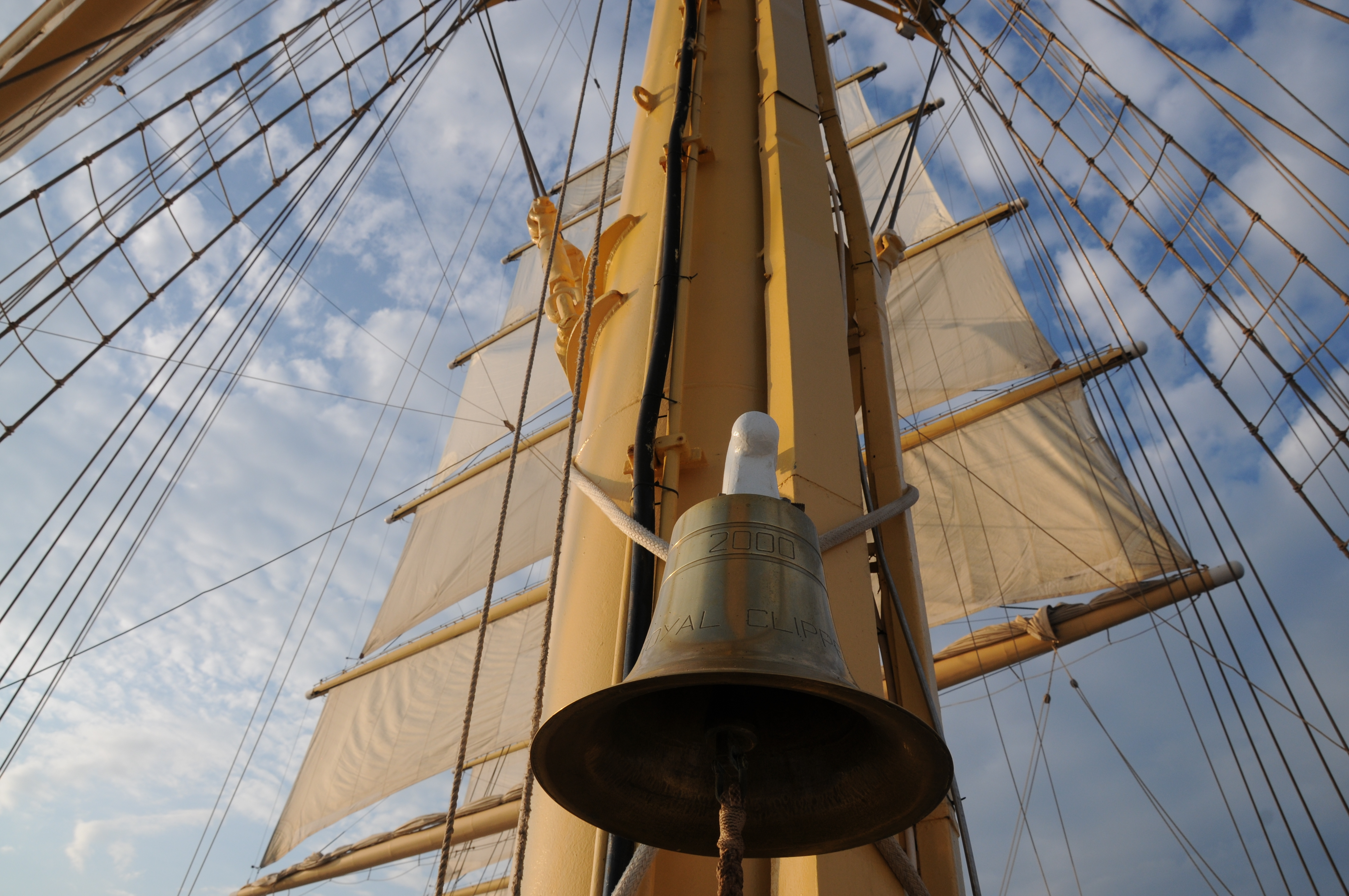
Campana del Royal Clipper
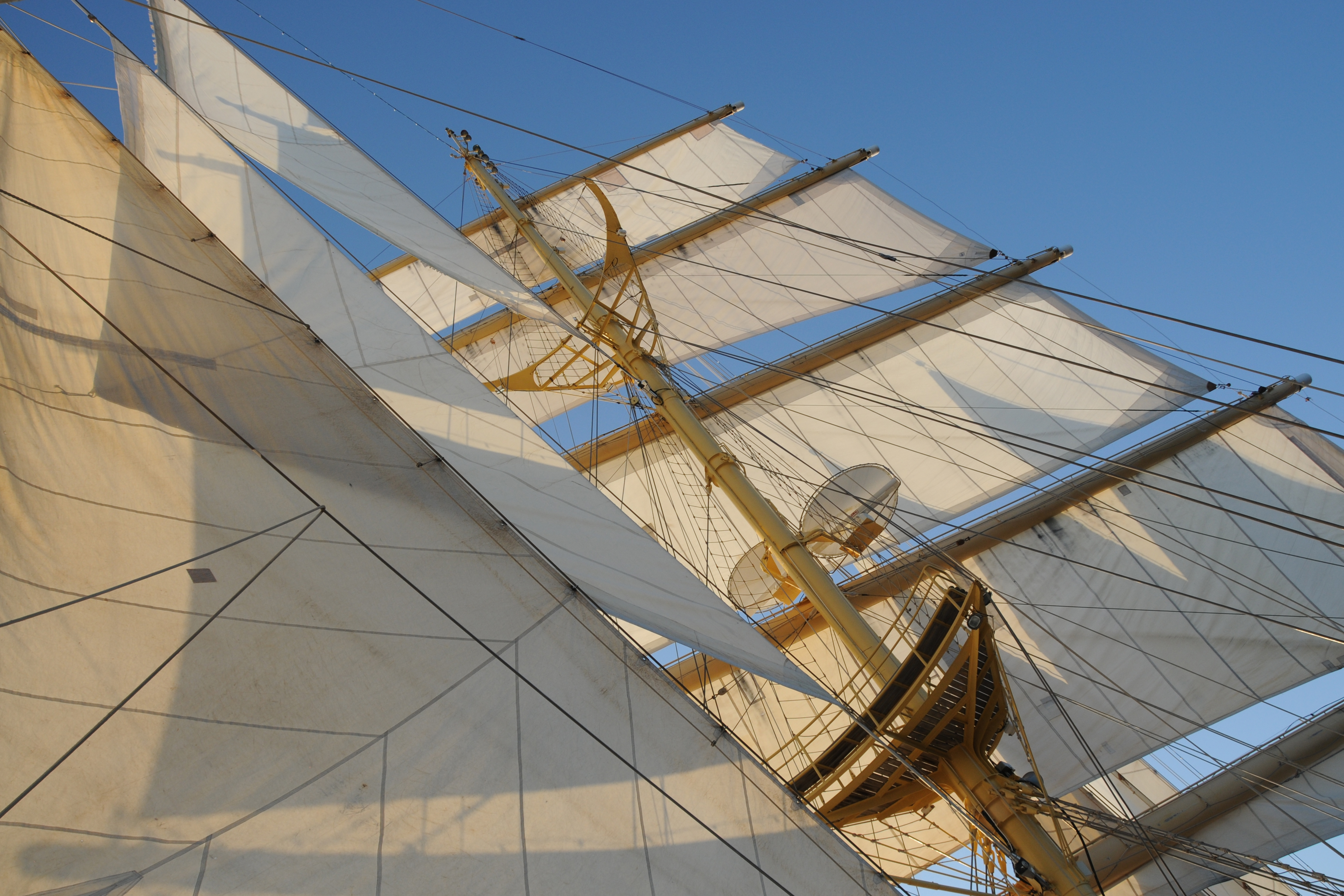
Velas del Royal Clipper
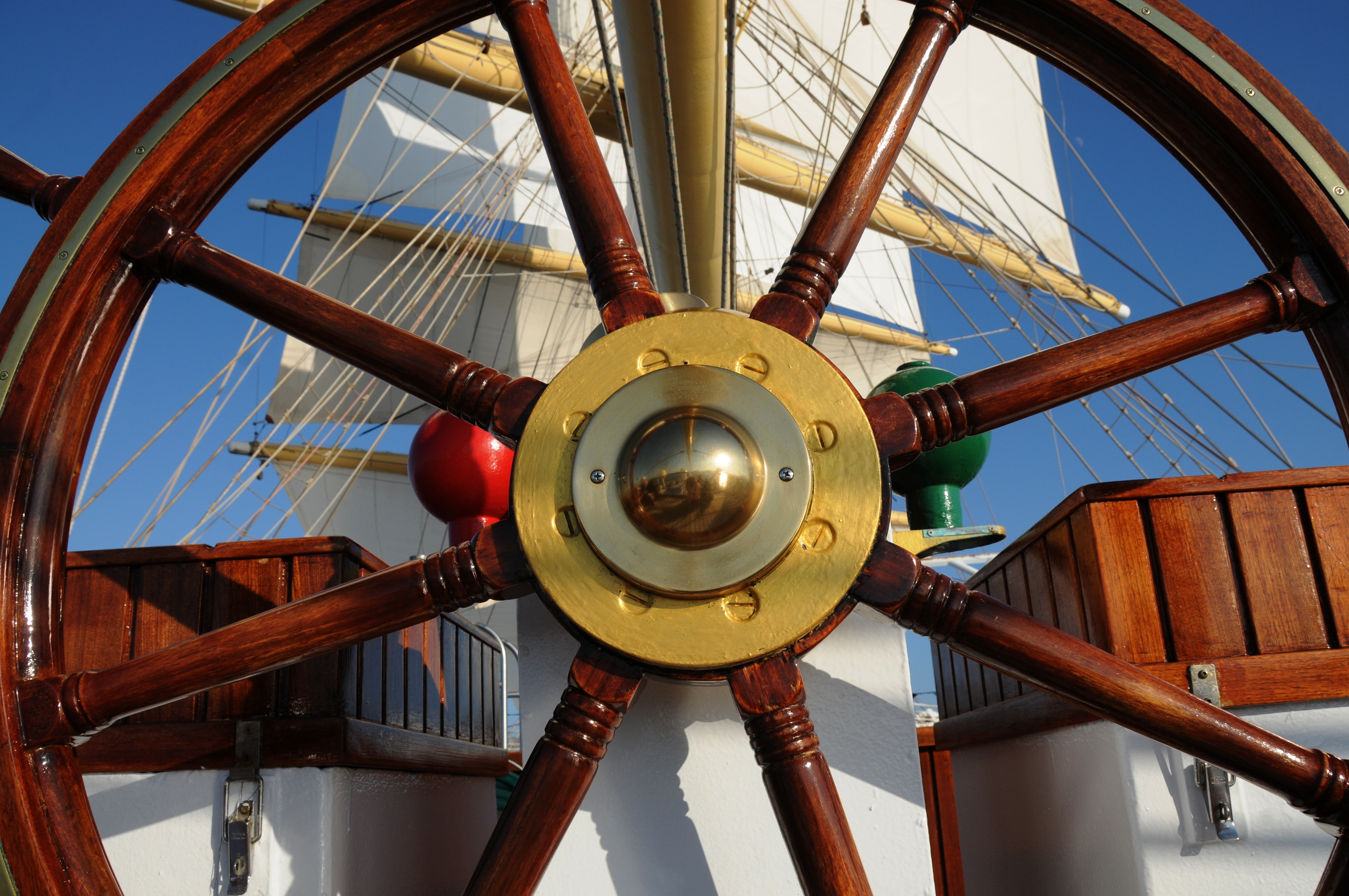
Timón de Royal Clipper.
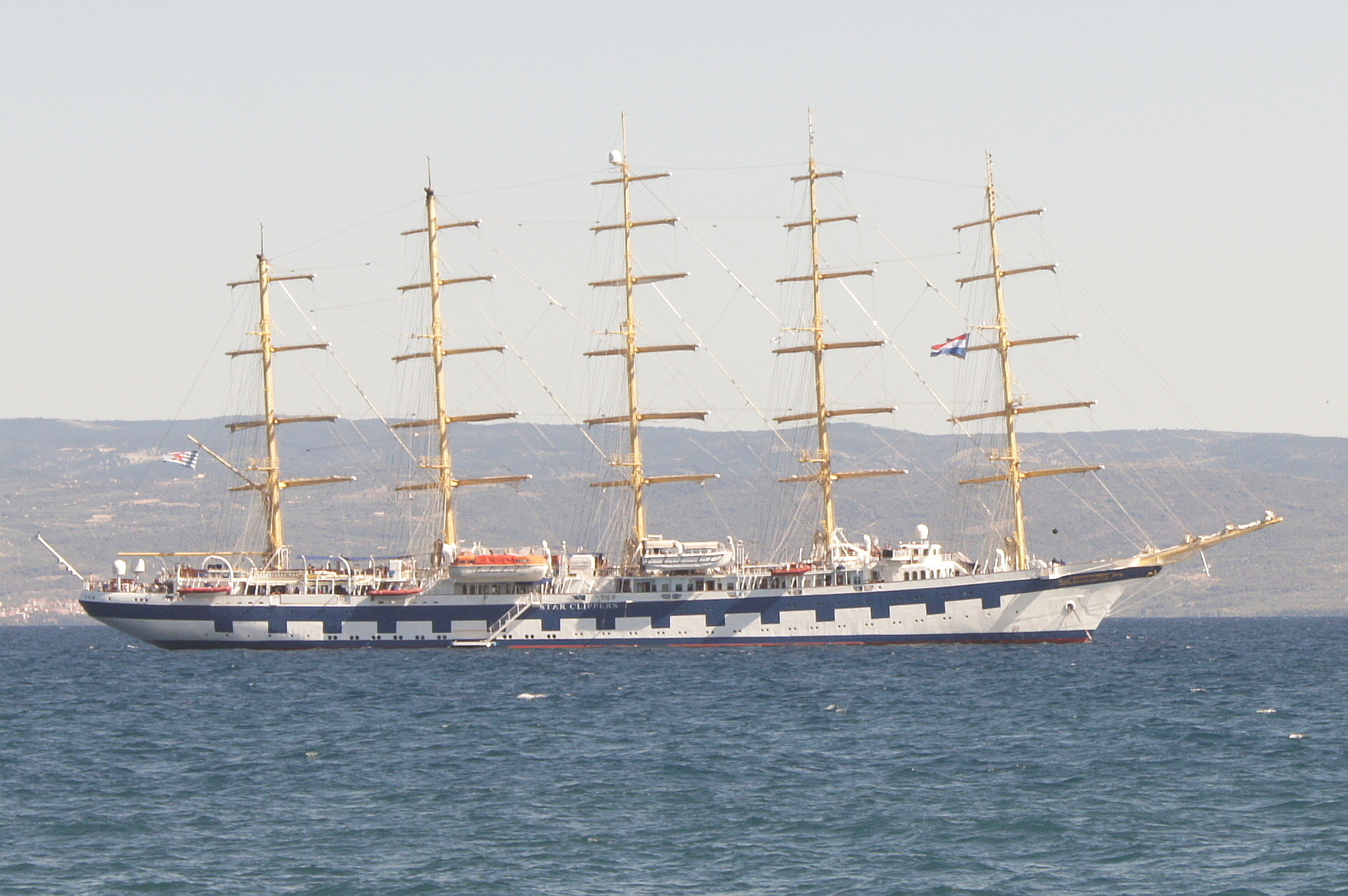
Royal Clipper anclado cerca del puerto de Split, el 3 de julio de 2011.
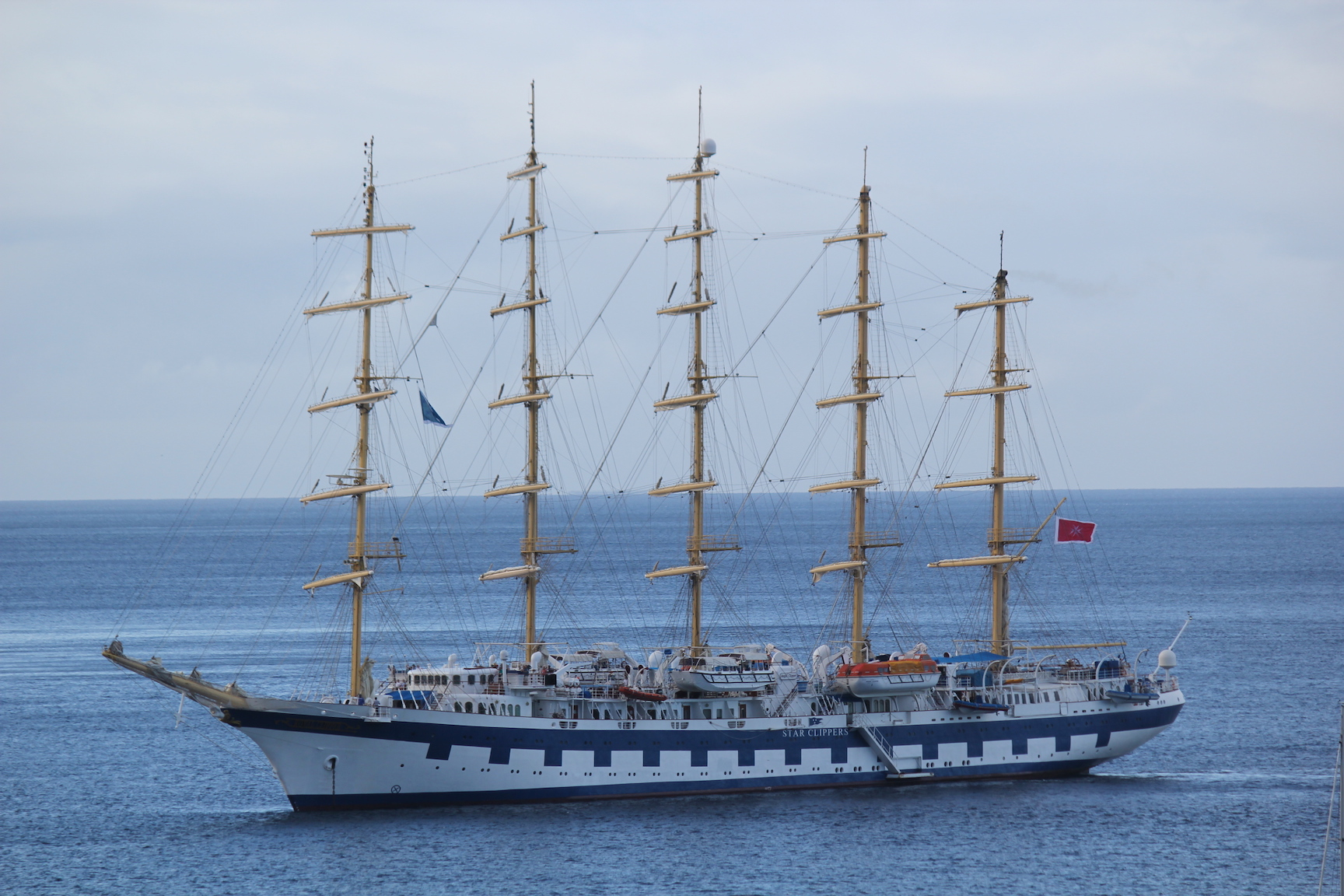
Royal Clipper anclado en Martinica (lado del Mar Caribe) en marzo de 2018.